# Carlos Cabello Ariza
Carlos Cabello Ariza (* 2. März 1982) ist ein spanischer Poolbillardspieler.

## Karriere
Cabello erreichte 2007 bei den Costa del Sol Open erstmals das Achtelfinale eines Euro-Tour-Turniers. Er verlor dieses gegen den späteren Sieger des Turniers Bruno Muratore mit 9:10.
Im 9-Ball-Turnier der EM 2008 verlor Cabello erst im Viertelfinale gegen den späteren Europameister, den Franzosen Stephan Cohen, mit 5:9. Bei der 10-Ball-WM schied er in der Runde der letzten 64 gegen den Ungarn Vilmos Földes mit 6:9 aus.
Beim World Pool Masters 2010 schied Cabello mit nur einem Sieg in der Vorrunde aus.
Auf der Euro-Tour erreichte er in diesem Jahr bei den Finland Open erstmals das Viertelfinale, das er jedoch gegen den Engländer Karl Boyes mit 4:8 verlor. Bei den Portugal Open 2010 gelang ihm erstmals der Einzug ins Finale, in dem er dem Engländer Chris Melling mit 4:9 unterlag.
Bei der EM 2011 gewann er im 8-Ball die Bronzemedaille, nachdem er im Halbfinale gegen Ralf Souquet mit 6:8 verloren hatte. Bei der 9-Ball-WM 2011 sowie bei der 8-Ball-WM 2012 erreichte er die Runde der letzten 64.
Beim World Cup of Pool 2008 bildete Cabello gemeinsam mit David Alcaide das spanische Doppel, das in der ersten Runde mit 7:8 gegen die Kroaten Ivica Putnik und Philipp Stojanovic ausschied.